# Lingue sahariane
Le lingue sahariane sono uno dei rami della famiglia linguistica delle lingue nilo-sahariane. La sua estensione geografica va dal bacino del lago Ciad fino al Sudan occidentale.

## Classificazione
Secondo il linguista Lionel M. Bender le lingue sahariane non si possono includere in alcuno dei grandi insiemi che costituiscono le lingue nilo-sahariane.

## Lista delle lingue
Questa è la suddivisione proposta da Ethnologue nella sua 18ª edizione del 2015:
(tra parentesi tonda il numero di lingue che formano i vari sottogruppi)
[tra parentesi quadre, per le lingue isolate, il codice linguistico internazionale e la nazione in cui sono parlate prevalentemente]
- Lingue sahariane (10)
  - Lingue sahariane occidentali (8)
    - Lingue Kanuri (6)
      - Kanembu [kbl] (Ciad)
      - Kanuri, Bilma [bms] (Niger)
      - Kanuri, Centrale [knc] (Nigeria)
      - Kanuri, Manga [kby] (Niger)
      - Kanuri, Tumari [krt] (Niger)
      - Tarjumo [txj] (Nigeria)

    - Lingue tebu (2)
      - Lingua dazaga [dzg] (Ciad)
      - Lingua tedaga [tuq] (Ciad)

  - Lingue sahariane orientali (2)
    - Lingua berti [byt] (Sudan)
    - Lingua zaghawa [zag] (Sudan)

Nota: Ethnologue considera le lingue Kanuri come lingue a sé stanti, quindi il Kanuri sarebbe una macro-lingua, mentre altri studiosi parlano di diversi dialetti di una medesima lingua.